# پل ویسکایا
پل ویسکایا (Bizkaiko Zubia به باسکی و Puente de Vizcaya به اسپانیایی) یک پل نقاله است که شهرهای پورتوگالته و لاس آرناس (بخشی از گتسو) در استان بیسکای اسپانیا را به هم متصل می‌کند و از دهانه رودخانه نرویون می‌گذرد.
مردم منطقه، و حتی وب‌سایت رسمی، معمولاً آن را پوئنته کولخانته (به معنای «پل معلق») می‌نامند، اگرچه ساختار آن کاملاً با یک پل معلق متفاوت است. پل ویسکایا یکی از میراث‌های جهانی اسپانیا است که در فهرست میراث جهانی یونسکو به ثبت رسیده است.

## تاریخچه
پل ویسکای برای اتصال دو ساحل که در دهانه رودخانه نرویون قرار دارند ساخته شده است. این قدیمی‌ترین پل نقاله در جهان است و در سال ۱۸۹۳ توسط آلبرتو پالاسیو، یکی از شاگردان گوستاو ایفل، ساخته شد. مهندس فردیناند جوزف آرنودین مسئول این پروژه بود و سرمایه‌گذار اصلی پروژه سانتوس لوپز د لتونا بود. ساختِ این پل راه حلی بود که مهندس برای مشکل اتصال دو شهر بدون ایجاد اختلال در ترافیک دریایی بندر بیلبائو و بدون نیاز به ساختن یک سازه عظیم با رمپ‌های طولانی ارائه کرد. پالاسیو می‌خواست پلی طراحی کند که بتواند هم مسافران و هم محموله‌ها را جابجا کند و در عین حال مزاحم کشتی‌های عبوری از رودخانه نشود. پل پالاسیو برای شهر کافی بود و می‌توانست با قیمت مناسب ساخته شود.
این سرویس تنها یک بار، به مدت چهار سال، در طول جنگ داخلی اسپانیا، زمانی که بخش فوقانی با دینامیت منفجر شده بود، قطع شد. پالاسیو از خانه‌اش در پورتوگالته شاهد بود که شاهکارش قبل از مرگش تا حدی ویران شد.

## میراث جهانی

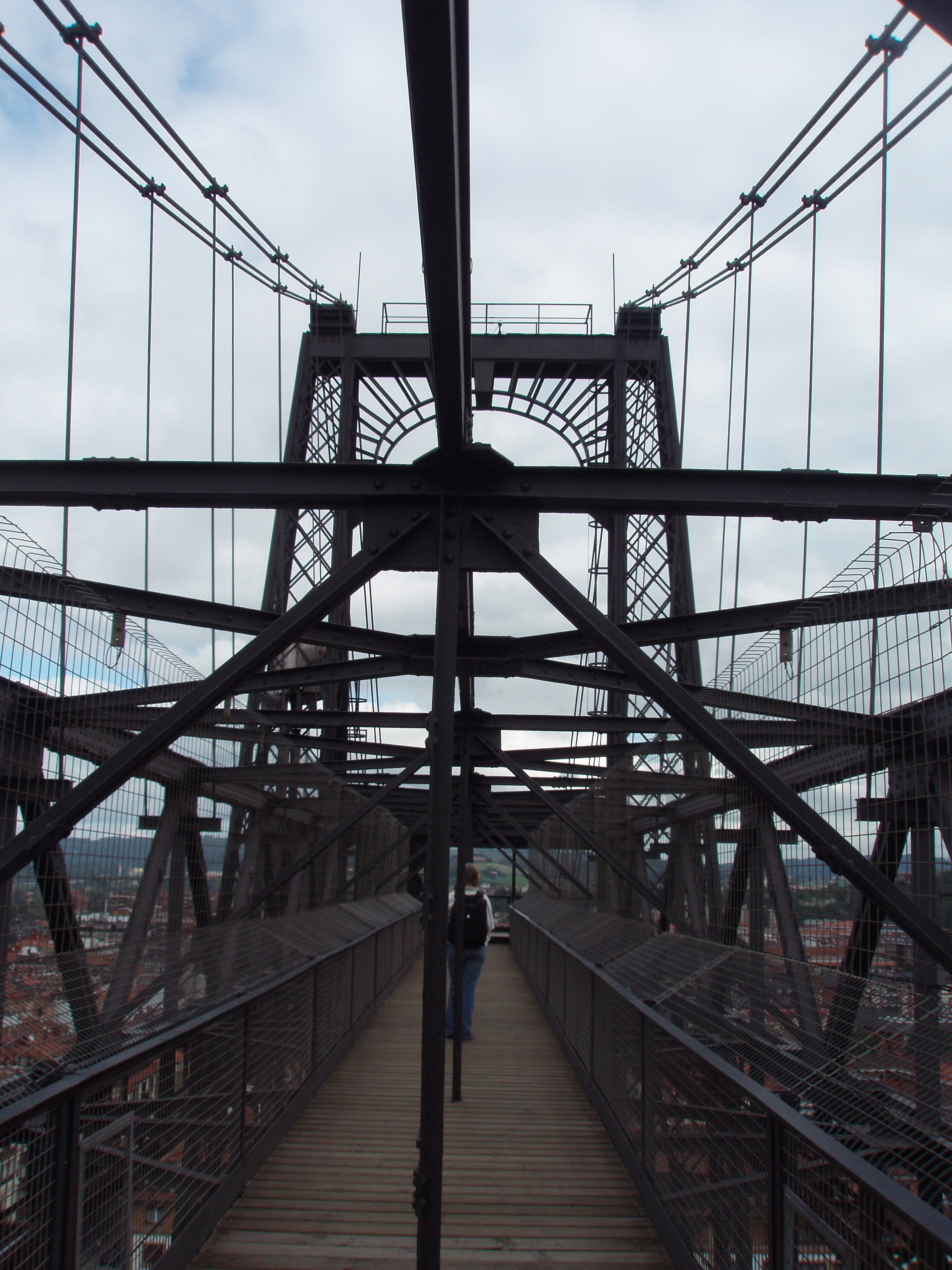
نمای بالای پل

در ۱۳ جولای ۲۰۰۶، پل ویسکایا توسط یونسکو به عنوان میراث جهانی معرفی شد. در اسپانیا، این تنها بنای تاریخی در رده میراث صنعتی است. یونسکو این پل را ترکیبی کامل از زیبایی و عملکرد می‌داند. این اولین بار بود که از ترکیبی از فناوری آهن و کابل‌های فولادی جدید استفاده می‌شد و شکل جدیدی از ساخت پل را نشان داد که بعدها در سراسر جهان تقلید شد.

## عملیات
این پل که هنوز مورد استفاده قرار می‌گیرد، ۱۶۴ متر طول دارد و تله کابین آن می‌تواند شش خودرو و چند ده مسافر را در یک و نیم دقیقه جابه‌جا کند.
هر ۸ دقیقه در روز (هر ساعت در شب)، در تمام طول سال با کرایه‌های مختلف برای خدمات شبانه‌روزی کار می‌کند و در سیستم کارت باریک ادغام می‌شود. تخمین زده می‌شود که سالانه چهار میلیون مسافر و نیم میلیون وسیله نقلیه از این پل استفاده می‌کنند.
دو آسانسور بازدیدکننده جدید در ستون‌های ۵۰ متری پل نصب شده است که امکان پیاده‌روی بر روی سکوی پل را نیز فراهم می‌کند و اینچنین می‌توان از منظره بندر و خلیج ابرا هم لذت برد.

## ساخت و ساز
این سازه ۴۵ متر ارتفاع و ۱۶۰ متر طول دارد. در طرح نهایی تصمیم گرفته شد که از دو شاه‌تیر افقی برای حمایت از ریل‌ها استفاده شود و این ستون‌ها توسط چهار ستون که بر روی چهار برج در کناره‌های رودخانه قرار دارند، حمایت می‌شوند. پل از آهن ساخته شده است. آهن زیادی از معادن ویسکایا استخراج می‌شد که صنعت معدن و کشتیرانی را رونق می‌بخشید؛ بنابراین، پل نیز نشان دهنده رشد و توسعهٔ شهر در دوران شکوه آن است.

## گالری تصاویر

پل ویزکایا
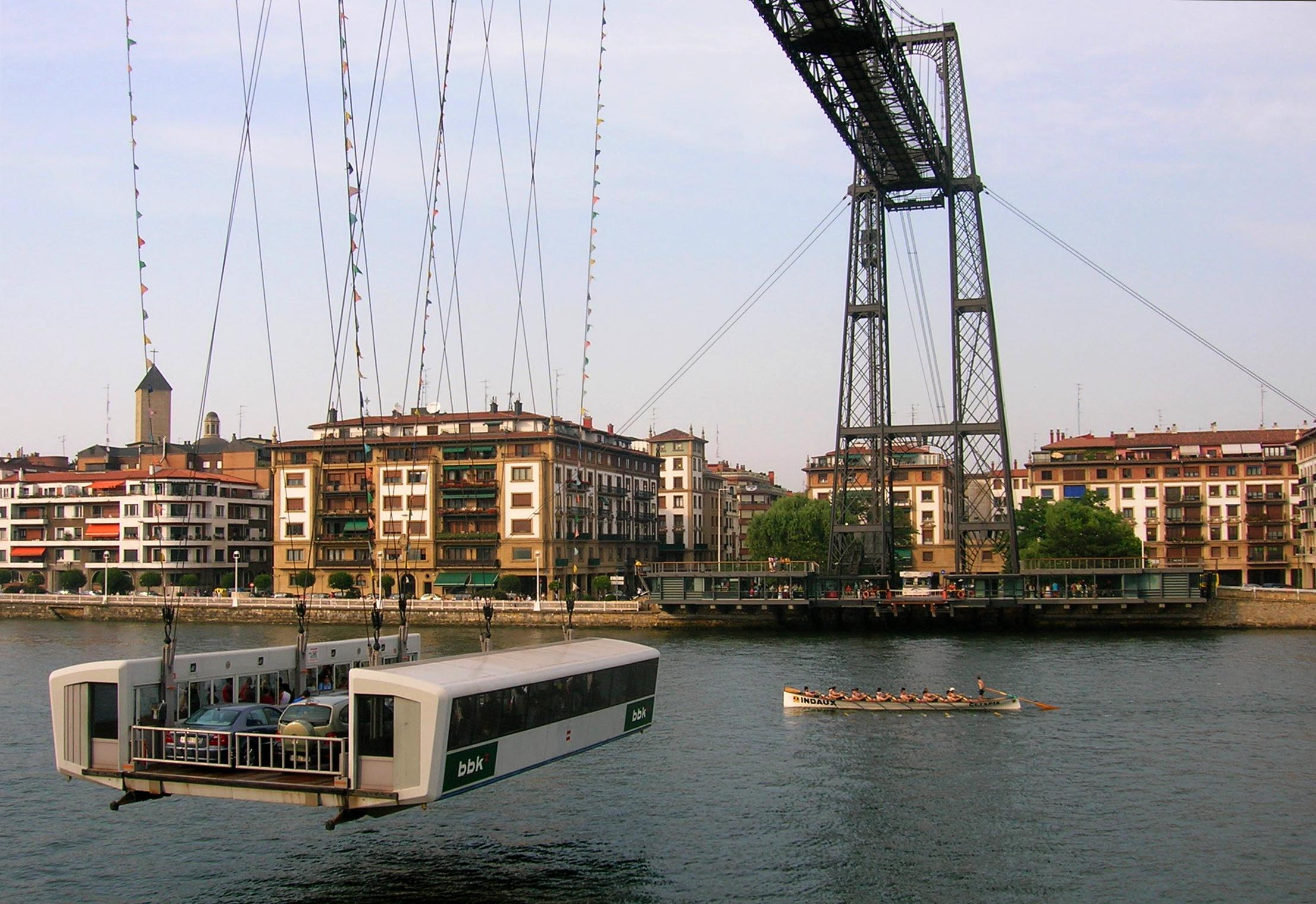
نمای نزدیک از تله کابین.
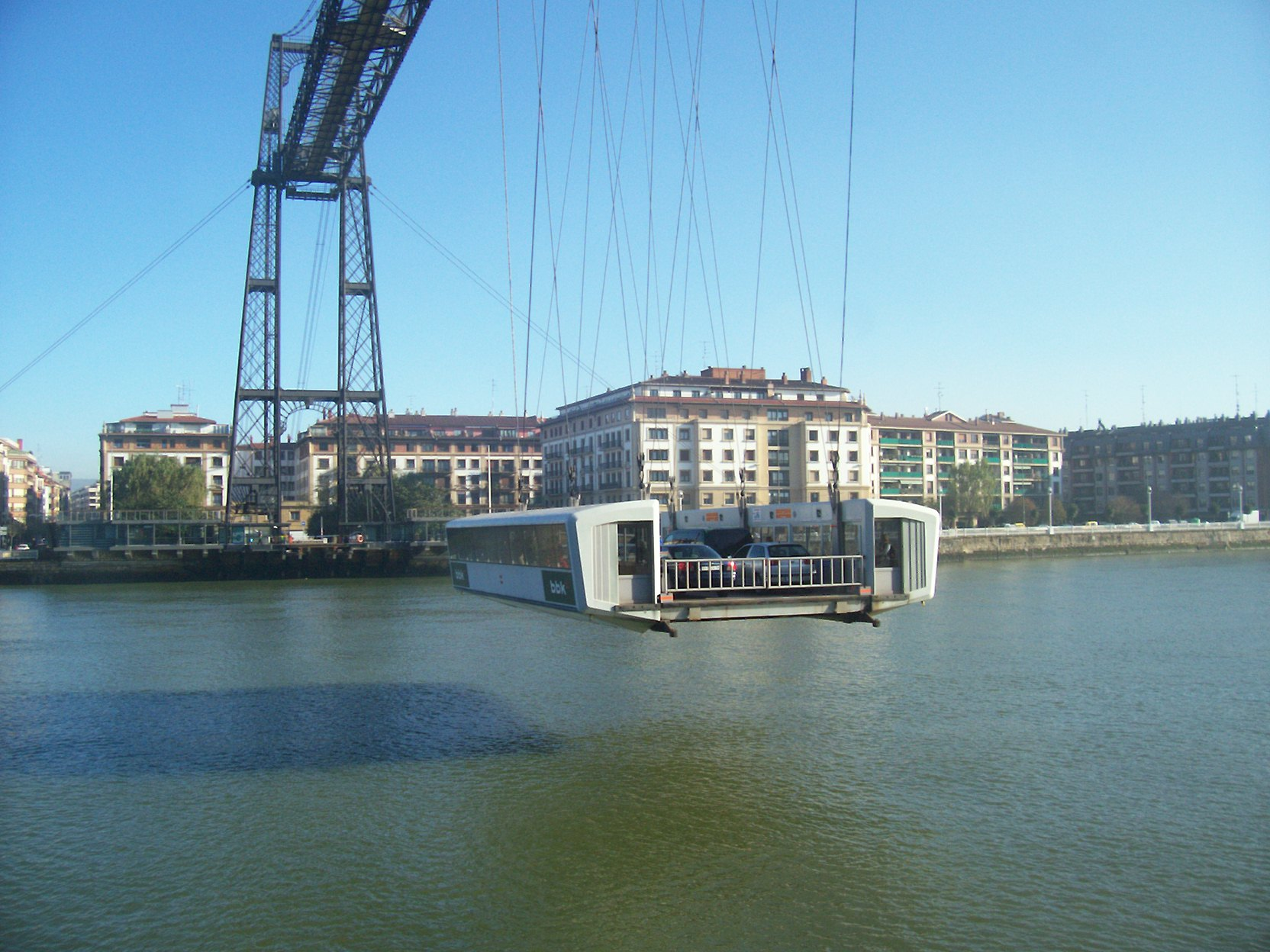
شاتل.
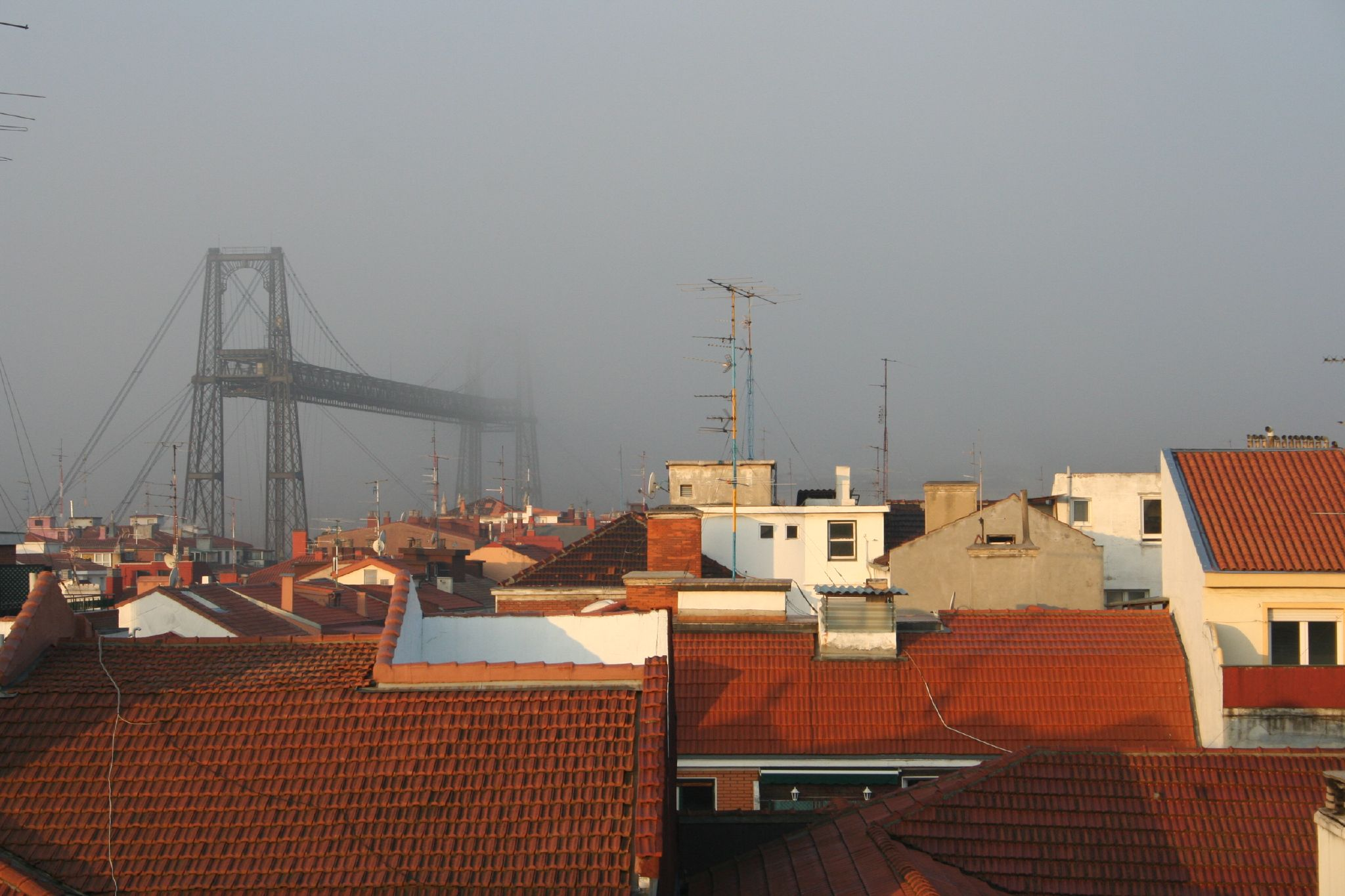
پل از مه بیرون می‌آید، نمایی از پورتوگالته .
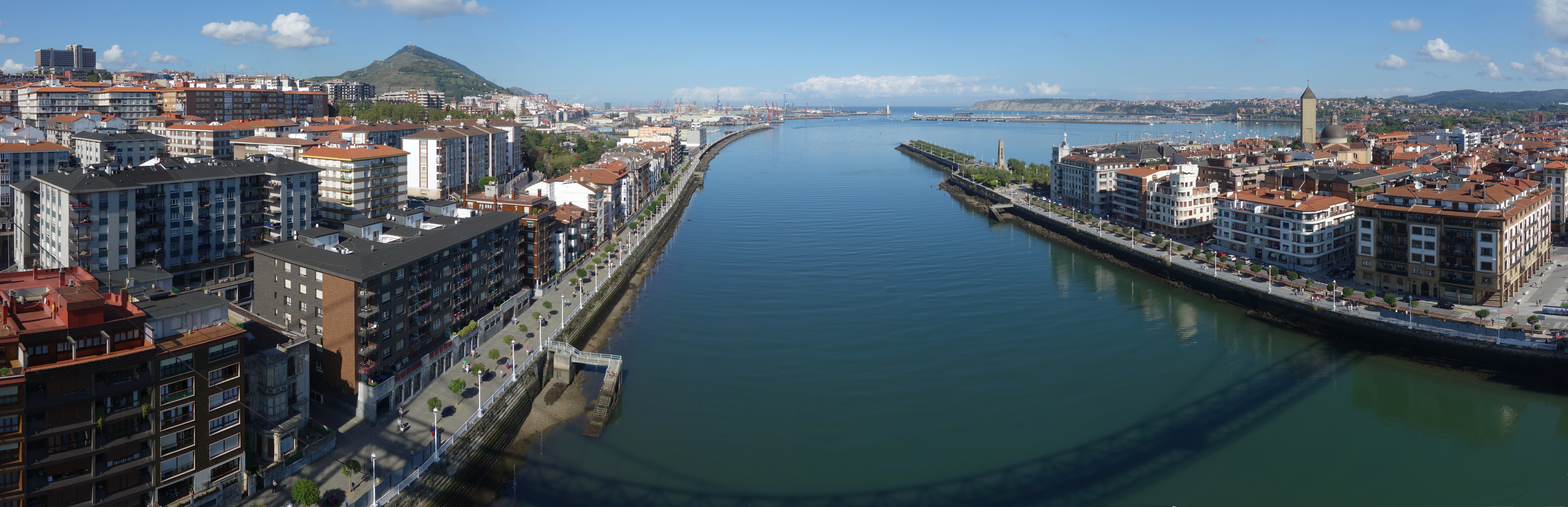
نمای شمال از روی پل
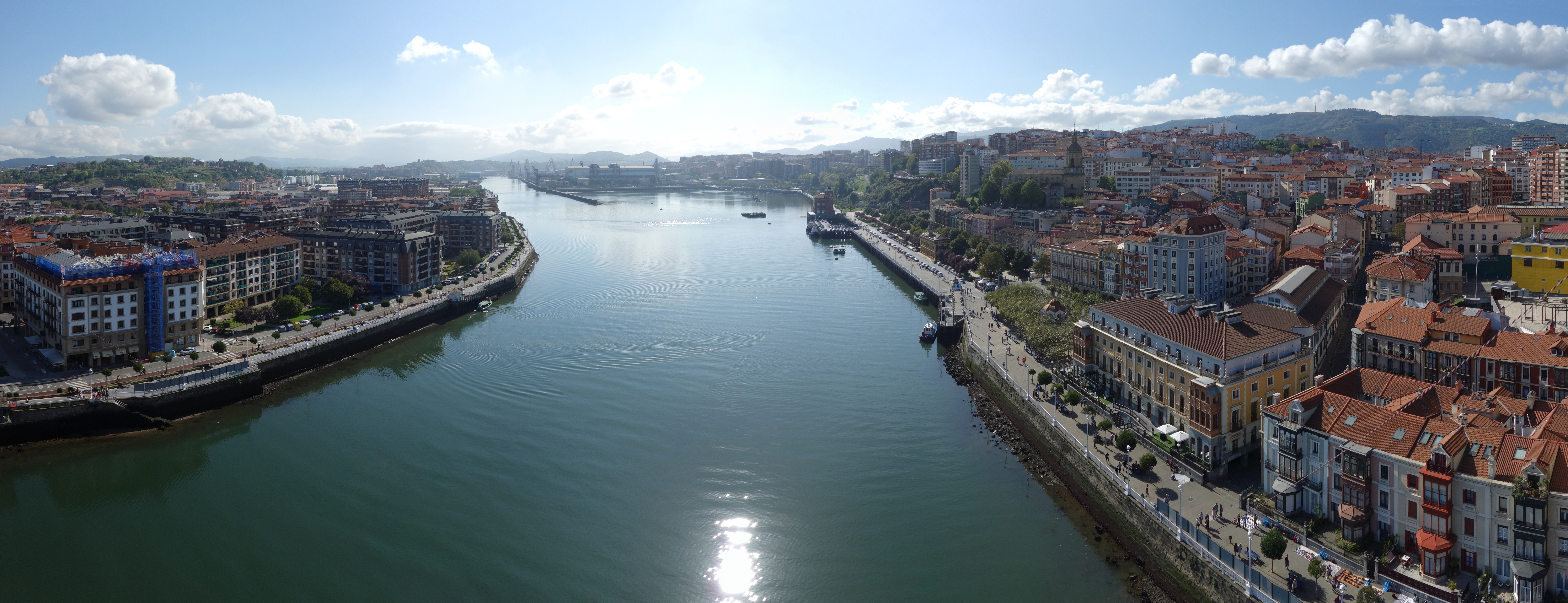
نمای جنوب از روی پل